# Ганнівка (Богодухівський район)
Га́ннівка — село в Україні, у Коломацькій селищній громаді Богодухівського району Харківської області. Населення становить 113 осіб. До 2017 орган місцевого самоврядування — Різуненківська сільська рада.

## Географія
Село Ганнівка знаходиться в балці Коленівка, по якій протікає пересихаючий струмок на якому зроблено кілька загат. Вище за течією примикає село Шелудькове (Валківський район), нижче за течією примикає село Мирошниківка.

## Історія
12 червня 2020 року, розпорядженням Кабінету Міністрів України № 725-р «Про визначення адміністративних центрів та затвердження територій територіальних громад Харківської області», увійшло до складу Коломацької селищної громади.
19 липня 2020 року, в результаті адміністративно-територіальної реформи і ліквідації Коломацького району, село увійшло до складу Богодухівського району.

## Населення

### Мова
Розподіл населення за рідною мовою за даними перепису 2001 року:
| Мова       | Кількість | Відсоток |
| ---------- | --------- | -------- |
| українська | 108       | 95.58%   |
| російська  | 5         | 4.42%    |
| Усього     | 113       | 100%     |